# Iekaterina Riabova
Iekaterina Vassilievna Riabova, rus: Екатерина Васильевна Рябова (prop de Gus-Jelezni, óblast de Riazan, 14 de juliol de 1921 - Moscou, 12 de setembre de 1974) fou una aviadora militar russa, tinent del 46è Regiment «Taman» de Guàrdies de Bombarders Nocturns de la Força Aèria Soviètica.
El 23 de febrer de 1945 fou guardonada amb el títol d'Heroïna de la Unió Soviètica. Al llarg de la seva carrera militar emprengué 860 missions nocturnes a bord d'un Polikàrpov Po-2. El comandant del seu regiment l'envià, juntament amb Maria Smirnova, a l'Acadèmia de la Força Aèria Russa (actual Acadèmia de les Forces Aèries Iuri Gagarin) però no fou admesa perquè la institució tenia vetada l'entrada a dones.